# Heinrich Wilhelm Ernst
Pour les articles homonymes, voir Ernst.
Œuvres principales
- Le Roi des Aulnes, pour violon solo, opus 26
- Études polyphoniques, pour violon solo
- Concerto Pathétique en fa dièse mineur, pour violon et orchestre, opus 23

Heinrich Wilhelm Ernst, né à Brünn le 8 juin 1812 et mort à Nice le 8 octobre 1865, est un violoniste, altiste et compositeur morave. Un des plus grands instrumentistes de son époque, il est un des principaux successeurs de Paganini, qu’il admirait. Berlioz et Mendelssohn étaient ses amis.
Souffrant de névralgie, il a passé les sept dernières années de sa vie sans jouer de musique.

## Biographie
Heinrich Wilhelm Ernst est né à Brünn alors dans l'empire d'Autriche, aujourd'hui Brno, en République tchèque. Sa famille est de la classe moyenne juive. Il prend ses premières leçons de violon avec un boulanger mélomane appelé Johann Sommer et armé de la méthode de Leopold Mozart ; puis avec un professeur de la ville, Leonhard. Enfant prodige, Ernst se produit en public pour la première fois en mars 1824, à l'âge de neuf ans. Son professeur suggère de l'inscrire à Vienne.

### Vienne, 1825–1828
Dès 1825, il entre à la Société philharmonique de Vienne, pour y étudier avec Joseph Böhm d'abord (un proche de Beethoven), puis avec Joseph Mayseder. Pour la composition, il reçoit l'enseignement d'Ignaz von Seyfried, un élève de Mozart, Albrechtberger et Winter, qui avait créé Fidelio. En quelques mois, Ernst se produit en public et remporte un premier prix au conservatoire.
En mars 1828, à quatorze ans, il entend jouer Paganini, de passage à Vienne. Profondément impressionné par son jeu, cette rencontre bouleversera sa vie. L'Italien a donné quatorze concerts à Vienne, si bien que Ernst assista à plusieurs, pour y observer et analyser la technique de l'interprète. Ernst a travaillé sans relâche les Caprices, notamment celui en mi majeur La Chasse, en vue d'une audition. Vint le jour. Le jeune garçon, ayant mal compris l'indication flautato placée au début de la partition, a joué toute la pièce en harmoniques ! Paganini étonné, s'exclama : « c'est un petit diable ! », et prédit un grand avenir pour le garçon.
En avril 1828, Ernst quitte Vienne pour Munich afin d'occuper un poste dans l'orchestre royal. Cependant, Paganini lui conseille d'avoir plus d'ambition. Ensuite, Ernst donne des concerts dans les villes que Paganini a visitées. Ses concerts sont appréciés, mais il reste dans l'ombre de Paganini. Cette situation provoque une dépression : il reste enfermé dans sa chambre pendant cinq jours.
Au printemps 1830, à Francfort, Ernst rencontre de nouveau Paganini. Ce jour-là au concert, Ernst joue Nel cor più non mi sento de Paganini avec une précision parfaite ce qui a stupéfié le public et Paganini lui-même. Cette composition, ainsi que la plupart des pièces de Paganini, était inédite à l'époque. Ainsi Ernst l'a apprise d'oreille aux concerts. Quelques jours plus tard, Ernst visite le maestro qui, jouant de la guitare, se lève d'un bond pour jeter le manuscrit sous un drap, disant qu'il devait protéger l'œuvre, non seulement des oreilles d'Ernst, mais aussi de ses yeux !

### Paris, 1831–1838
Les années suivantes, Ernst fait plusieurs tournées en France, où il installe sa résidence principale en 1831 ; il a dix-huit ans. Il partagea un temps un appartement avec le violoniste norvégien Ole Bull. Il restera principalement à Paris jusqu'en 1838.
En janvier 1837, âgé de vingt-trois ans, dès qu'il apprend que Paganini est à Marseille, il entreprend le voyage pour écouter de nouveau son mentor. Ernst est déterminé à apprendre les secrets complexes de l'extraordinaire technique de Paganini. Il loue une chambre d'hôtel mitoyenne de celle de Paganini, s'y cache nuit et jour pour écouter le virtuose répéter et noter ce qu'il entend. L'entreprise dut être difficile, car le virtuose ne pratiquait pas beaucoup l'instrument au cours de ses tournées ; en outre, quand il le faisait, il utilisait une sourdine. Toujours en secret, Ernst assiste à toutes les répétitions à Marseille. Il se produit finalement en concert avec Paganini. Le public s'accorde à trouver que Paganini avait surmonté le plus de difficultés techniques, mais qu'Ernst exprimait plus de sentiments dans son jeu.
Il se lie avec le pianiste hongrois Stephen Heller, fixé à Paris en 1837. Ce qui donne lieu à une œuvre de collaboration, pour violon et piano, les Pensées fugitives (pub. 1842). C'est l'époque glorieuse où il fréquente et joue avec les plus grands musiciens et compositeurs de son époque : Berlioz, Alkan, Field, Chopin, Liszt, Wagner, Mendelssohn, Clara Schumann et Joseph Joachim. Ce dernier confiera en 1864, à propos d'Ernst : 

« Le plus grand violoniste que j'aie jamais entendu, il dominait tous ceux que j'ai rencontrés dans ma vie [...]. Il est devenu mon idéal d'interprète, surpassant même à bien des égards l'idéal que j'avais imaginé moi-même. »

— Joseph Joachim, 1864.
Lorsque Joachim était enfant, Ernst avait convaincu son père – qui avait des doutes sur les talents de son fils – qu'il fallait que le violoniste en herbe prenne des cours avec Joseph Böhm pour corriger les défauts de son jeu. Cette intervention sauva la carrière d'un des plus grands virtuoses du XIXe siècle.

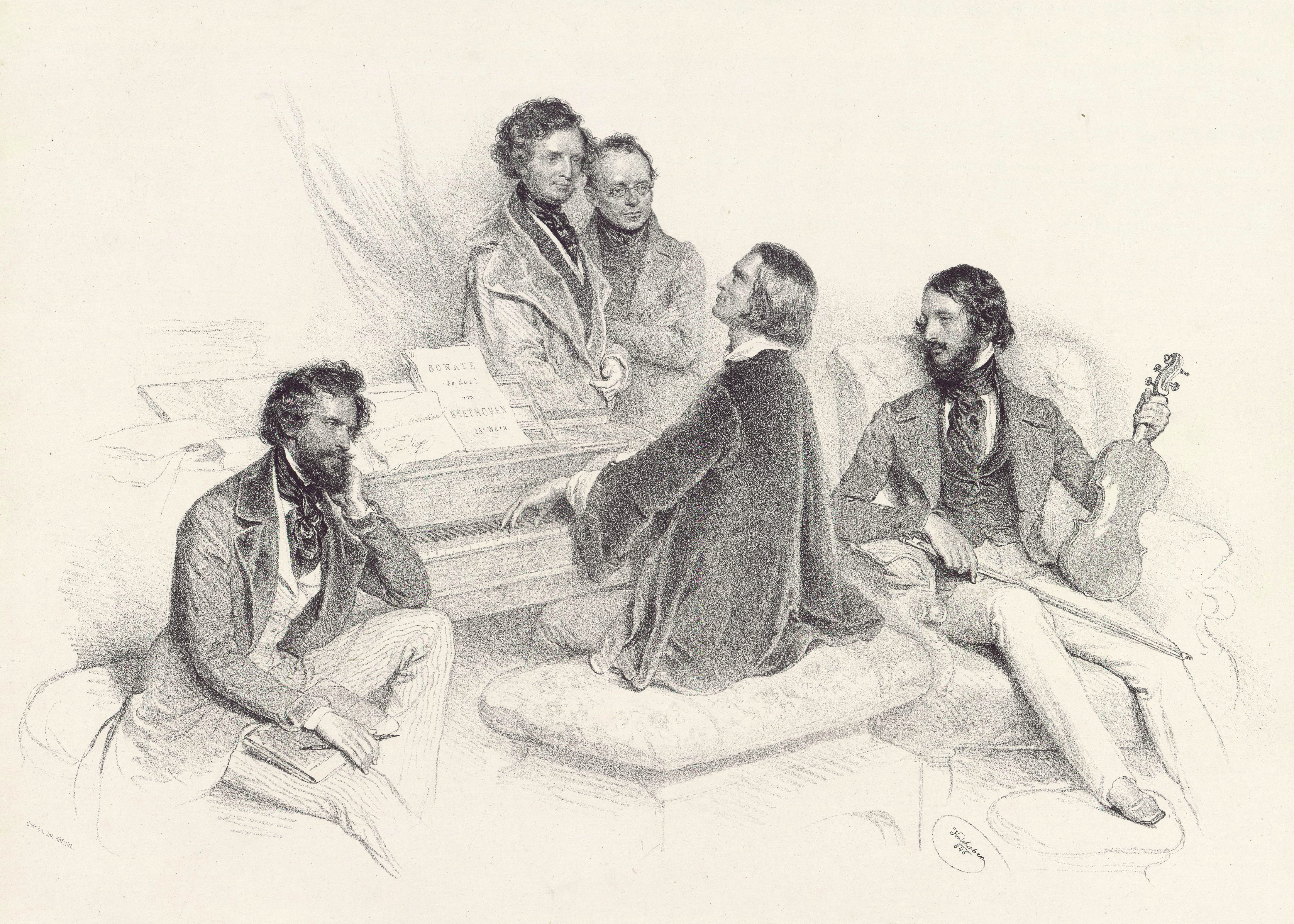
« Une matinée chez Franz Liszt » (1846). De gauche à droite : Joseph Kriehuber, Hector Berlioz, Carl Czerny, Franz Liszt au piano et Heinrich Wilhelm Ernst, tenant violon et archet. (Gravure de Joseph Kriehuber - source BNF).

### Virtuose itinérant 1837–1850
Entre 1837 et 1850, à l'instar de Liszt ou Berlioz, il a une vie de virtuose itinérant et partout il rencontre le succès. Il parcourt l'Europe tout au long de sa vie d'artiste pour y donner des concerts, jouant ses compositions en Allemagne, en Hongrie, en Autriche, en Hollande (1837 et 1841), en Pologne (1842), en Scandinavie et en Angleterre (1842–43), en Russie (1847–49), Moscou, Riga...
Ernst jouait également l'alto, comme son mentor italien aimait à le faire. Il a joué Harold en Italie de Berlioz à plusieurs reprises, notamment le 1er septembre 1842 à Bruxelles, sous la direction du compositeur. Berlioz et Ernst gardèrent d'étroites relations, se rencontrant même par hasard en Russie. Berlioz aimait les qualités de l'artiste et le charme de l'homme plein d'humour :

« J'insiste donc là-dessus : Ernst, le plus charmant humoriste que je connaisse, grand musicien autant que grand violoniste, est un artiste complet chez qui les facultés expressives dominent, mais auquel les qualités vitales de l'art musical proprement dit ne font jamais défaut. Il est doué de cette rare organisation qui permet à l'artiste de concevoir fortement et d’exécuter sans tâtonnements ce qu'il conçoit ; il cherche le progrès, et use de toutes les provisions de l’art. Il récite sur le violon de beaux poèmes en langue musicale, et cette langue, il la possède complètement. »

— Berlioz, Mémoires.
À la même époque Berlioz, en journaliste et musicien, rend compte de son impression concernant le Concerto Pathétique de Ernst :

« Le concerto en fa dièse mineur qu’Ernst nous a fait entendre pour la première fois, et qu’il écrivit à Vienne il y a cinq ans, est une œuvre magistrale, au double point de vue de la composition symphonique et de l’art spécial du violon. Il présente des difficultés immenses et plus redoutables cent fois qu’aucunes de celles dont peuvent être hérissées les œuvres du même genre qui l’ont précédé. Ce sont toutefois des difficultés émouvantes et qui n’ont pas seulement pour but d’exciter l’étonnement. L’auteur les a surmontées avec un aplomb parfait et une fougue dramatique entraînante. Il se sentait sûr de lui-même et en présence d’un auditoire sympathique : condition indispensable pour la plupart des virtuoses d’une nature impressionnable, nerveuse, poétique comme la sienne, et qui se rencontre trop rarement. Dans ce concerto, le dernier trait en octaves, où la force de sonorité des deux cordes doit aller en croissant, au fur et à mesure que le solo approche de l’explosion de l’orchestre, a produit sur l’assemblée cette sorte de frissonnement que font naître seulement les choses vraiment nouvelles, hardies jusqu'à la témérité, et rendues avec un bonheur stupéfiant. »

— Berlioz, Journal des débats, 27 janvier 1852.
Au cours d'une tournée parisienne, en 1852, il rencontre sa future épouse pour la première fois : l'actrice et poétesse Amélie-Siona Lévy, protégée de Théophile Gautier. Accompagnés de la mère, Amélie et Ernst effectuent une tournée en Suisse et dans le sud de la France. Ils se marient en 1854.

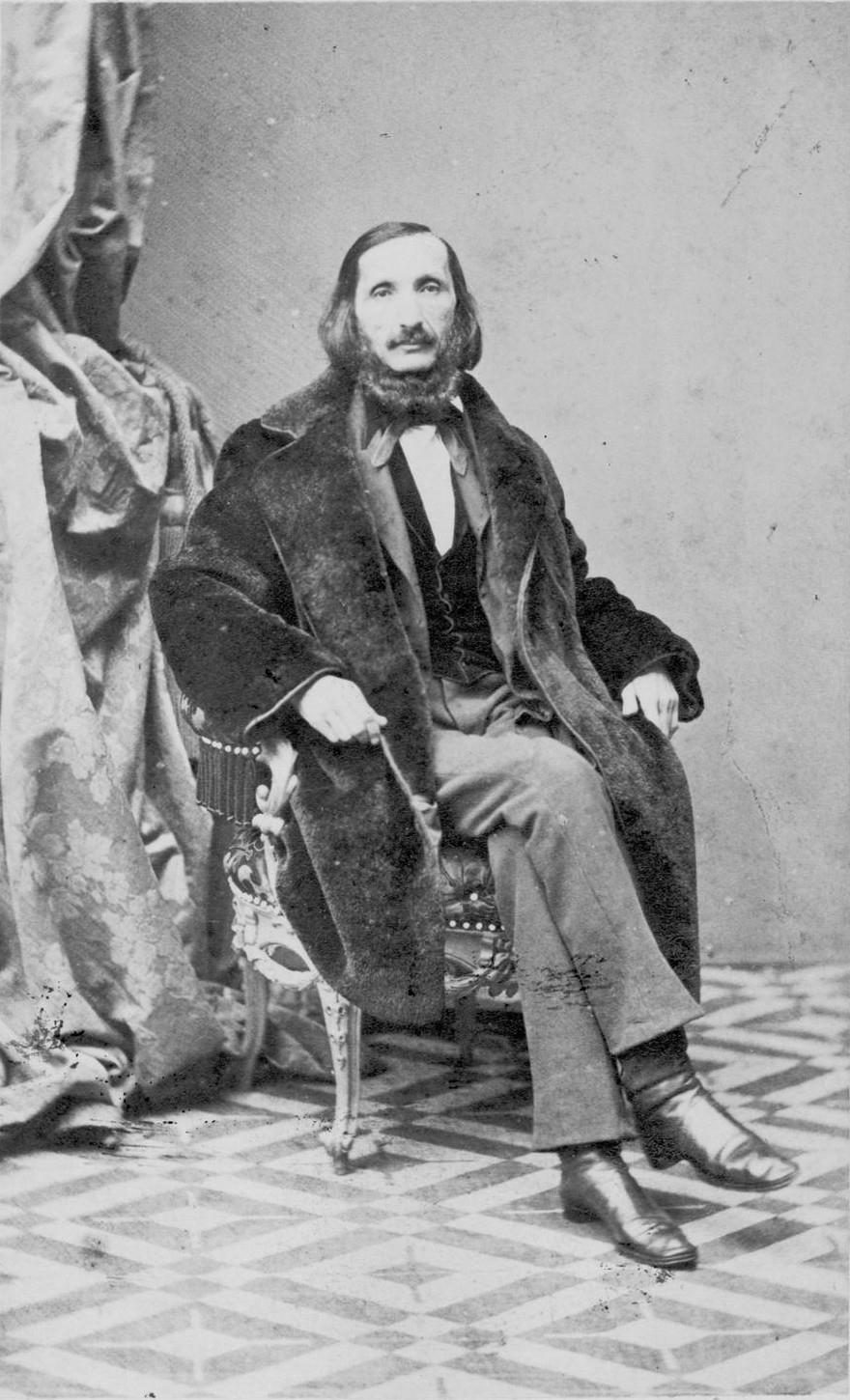
Heinrich Wilhelm Ernst par le photographe Ludwig Angerer (1827–1879)

### Londres, 1855
Après 1844, Ernst a vécu surtout en Angleterre, où il s'installe en 1855, rejoignant notamment le Beethoven Quartet Society de Londres en 1859. Il y jouait principalement les quatuors de Beethoven avec Joseph Joachim, Henryk Wieniawski et Alfredo Piatti, « l’un des plus grands quatuors de l’histoire ».
En juillet 1857, sa névralgie incurable devient plus aiguë et l'empêche presque complètement de jouer. Dès lors, il est souvent déprimé, s'amaigrit et doit lutter avec d'atroces douleurs. La situation matérielle se dégrade et bien qu'il en ait gagné beaucoup, l'argent manquait (il l'avait généreusement distribué à la famille, à des amis ou à d'autres bonnes causes). Heureusement, Brahms, Joachim, Wieniawski, Hallé et d'autres musiciens ont monté des concerts en faveur du musicien.
Dès 1858, il se retire à Nice, où il passe les sept dernières années de sa vie, entrecoupées de séjours à Vienne, Brünn (Brno), un voyage à Londres (en juin 1864) et quelques cures dans le vain espoir d'un remède. Ernst prend le temps de composer ses dernières œuvres. Par exemple les Études polyphoniques et un quatuor à cordes. En 1862, il achève un Quatuor à cordes de Mendelssohn.
En 1860 naît son fils, Alfred (1860-1898), qui deviendra musicologue et spécialiste de Richard Wagner.
Ernst, âgé de cinquante-trois, est mort le 8 octobre 1865. S'étant converti au catholicisme, il est enterré au cimetière du château, à Nice.

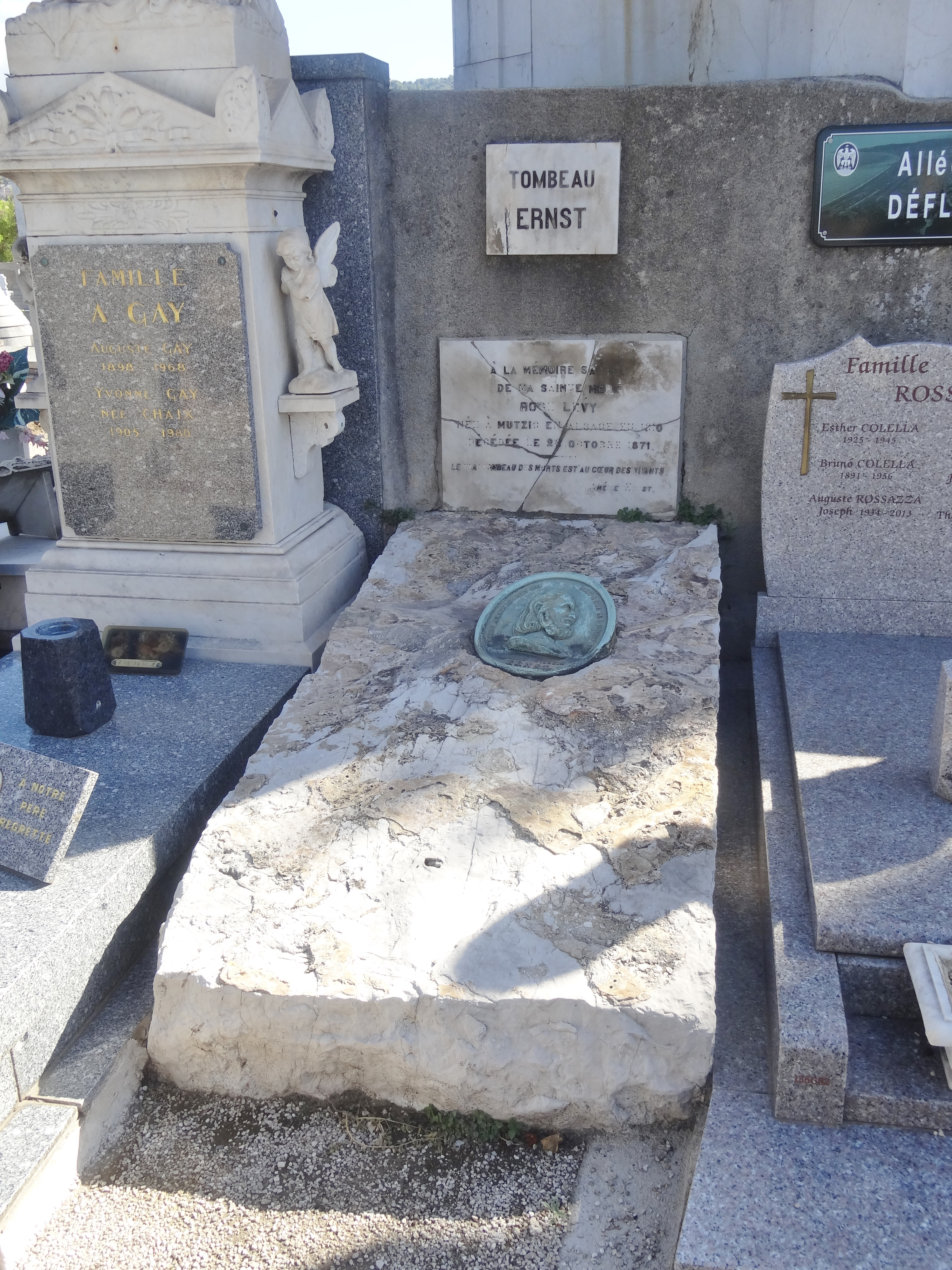
Nice - Cimetière du Château - Sépulture de Heinrich Wilhelm Ernst

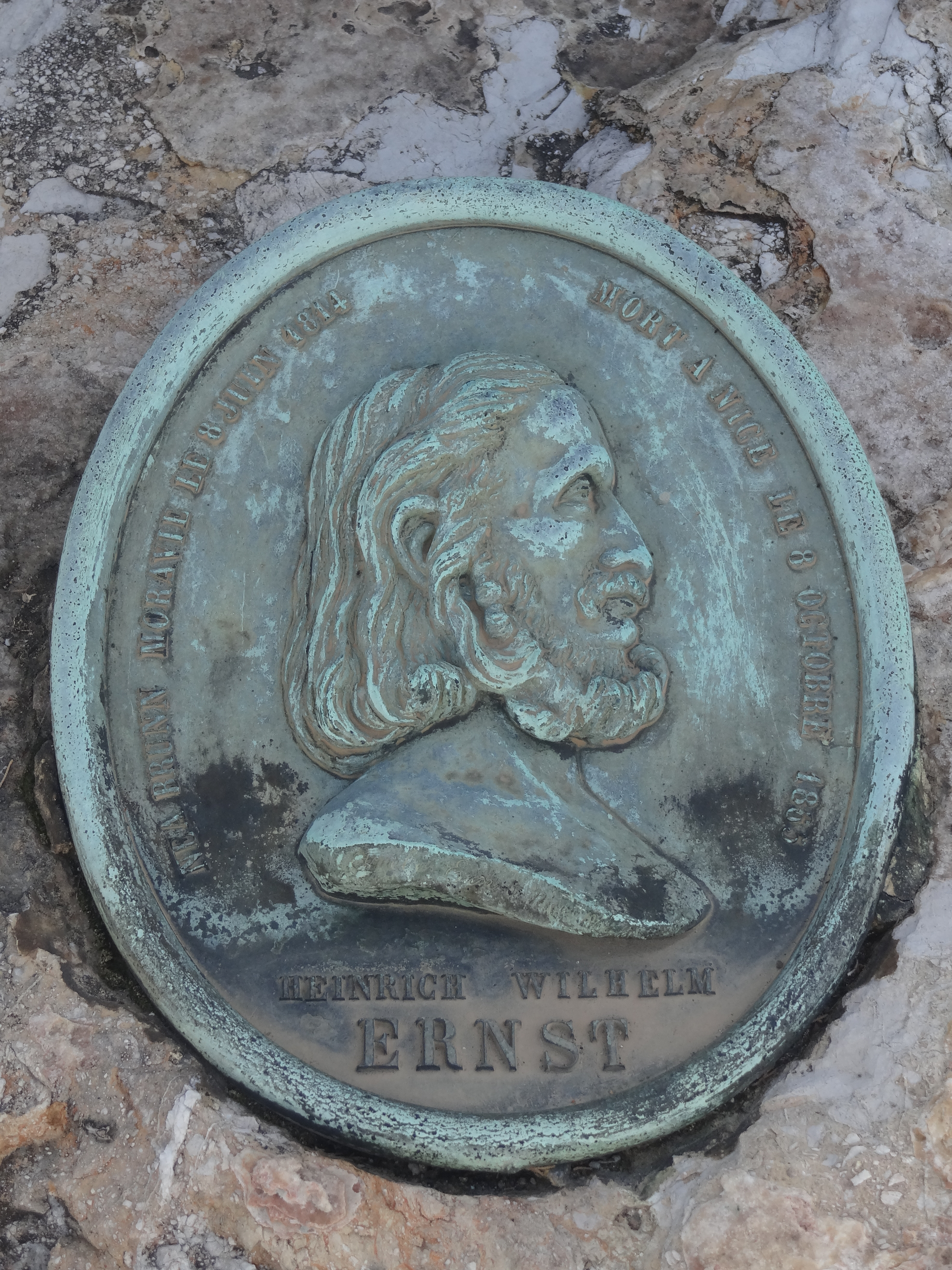
Nice - Cimetière du Château - Médaillon en bronze sur la sépulture de Heinrich Wilhelm Ernst

Ernst jouait sur deux Stradivarius : un instrument 1726 aujourd'hui nommé « Ernst / Plotenyi » et un autre de 1709, nommé « Lady Hallé / Ernst » (Instruments de Stradivarius). Il possédait aussi un archet Tourte, plus tard transmis à Joachim.

## Œuvres
Le catalogue de Heinrich Wilhelm Ernst comporte seulement 26 numéros, surtout destinés au violon et des pièces sans numéros. L'œuvre la plus célèbre étant sans conteste le « Grand Caprice » pour violon solo, opus 26 « Le Roi des Aulnes » d'après l'œuvre éponyme de Schubert. Cette pièce est l'un des summum de la difficulté technique du violon.
L' « Élégie » et le « Carnaval de Venise » étaient sans doute les deux des pièces les plus populaires du XIXe siècle.
| Violon solo | Quatuors | Violon et orchestre | Cadences | Vocale |
| ----------- | -------- | ------------------- | -------- | ------ |

### Violon solo
- Trio pour un violon en ré majeur. Basé sur le Tu vedrai la sventurata de Bellini[8] (30 avril 1837) Dédicace : « à Monsieur Laurent par son dévoué Heinrich Wilhelm Ernst ».
- Grand Caprice sur « Der Erlkönig » pour violon solo, opus 26 (pub. 1854)
- 6 Études polyphoniques [Sechs Mehrstimmige Etüden] (1862, pub. 1864)

Chacune d'elles est dédiée aux violonistes célèbres de son époque.
1. Étude I. Rondino scherzo. Con spirito, en fa majeur (à Laub) Ferdinand Laub (1832–1875) est virtuose pragois, morave comme Ernst.
2. Étude II. Allegretto. Con grazia, en la majeur (à Sainton) Prosper Sainton (1813–1890) est un violoniste Français, installé à Londres dès 1845.
3. Étude III. Terzetto. Allegro moderato e tranquillo, en mi majeur (à Joachim)
4. Étude IV. Allegro risoluto, en ut majeur (à Vieuxtemps)
5. Étude V. Air de Ballet. Allegretto con giusto, en mi bémol majeur (à Hellmesberger) Joseph Hellmesberger (1828–1893) est violoniste et chef d'orchestre, directeur du conservatoire de Vienne pendant cinquante ans.
6. Étude VI. Introduction, Thème (Andante non troppo) et variations (4) sur la chanson folklorique irlandaise The Last Rose of Summer, en sol majeur (à Bazzini) Bazzini (1818–1897), un violoniste et compositeur italien. Cette étude est un véritable festival de difficultés violonistiques : tierces, sixtes et octaves, arpèges en spiccato, cordes croisées (Ernst utilise même une notation sur deux portées !), gammes rapides et notes en pizzicato en harmoniques (à la main gauche)...

### Quatuors à cordes
- Quatuor à cordes en si bémol majeur, opus 26 (1863[9], pub. c.1864 Londres, Chappell & Co.) Dédié à Leopold von Wertheimstein.
- Quatuor à cordes en la majeur (1864)
- Quatuor à cordes en ut majeur (inachevé)

### Violon et orchestre ou piano
- Variations brillantes sur un thème de Rossini, pour violon et piano, opus 4

1. Introduction
2. Thème
3. Variations (5)

- Trois Rondinos sur des motifs de Robert le Diable pour violon et piano, opus 5
- Introduction et variations brillantes en forme de fantaisie, Souvenir de l'Opéra « La Juive» sur le Quatuor favori de Ludovic, de Halévy, pour violon et orchestre, opus 6 (1835[10]) 
La pièce est écrite en collaboration avec le pianiste irlandais George Osborne (1806–1893).

1. Introduction (Moderato)
2. Thema (Moderato)
3. 4 Variations (Risoluto)
4. Molto Adagio
5. Allegretto moderato
6. Finale (Lostesso Tempo)

- Nocturnes pour violon et piano, opus 8 (c.1831–34, pub. c.1865) Dédié à Andrew Fountaine.

1. I. Nocturne, en la majeur
2. II. Nocturne, en mi majeur

- Thème allemand varié en mi majeur pour violon et piano, opus 9 (c.1834, pub. 1840 Schott) Introduction, thème et 5 variations.
- Introduction, Variations et Final, dialogués & concertants, sur une Valse favorite pour violon et piano par Charles Schunke et Heinrich Wilhelm Ernst, opus 26 (sic) (1834) 
La Valse favorite dont il s'agit, est la Das Leben ein Tanz [la vie est une danse], op. 49 de J. Strauss, publiée en 1831.

1. Introduzione (Moderato maestoso)
2. Tema
3. 4 Variations (Meno Vivo - [sans indication] -  Brillante ma moderato - Andantino pastorale)
4. Finale

- Souvenir du Pré aux Clercs, Grand Duo pour violon et piano (1834)
- Élégie, sur la mort d'un objet chéri, Chant pour violon (et piano) en ut mineur, opus 10 n° 3 (pub. 1840 Vienne) Précédée ensuite d'une Introduction de Louis Spohr.
- Pensées fugitives (Les gages d'amitié), pour violon et piano (Paris, cahier I no 1-6, 1839 ; cahier II no 7-12, 1842, pub. 1842) 
Composées à deux mains avec Stephen Heller. Le recueil paru en 1842 est dédié au Docteur David-Didier Roth (1810–1885), un ami commun homéopathe, cependant que chaque numéro est dédié à d'autres personnalités, sauf les X et XII.
  - I. Passé (Poco agitato) en ré mineur.

En épigraphe figure le vers suivant : « Mais pourquoi m'entraîner vers les scènes passées ? [...] Je veux rêver et non pleurer ! Lamartine[11]. ». Dédié au Docteur Roth.
  - II. Souvenir (Allegretto con molto calore) en la majeur.

En épigraphe : « ...ce souvenir, Madame, / a-t-il comme en mon cœur son rayon dans votre âme ? Hugo[12] ». Dédié à Madame Montgolfier.
  - III. Romance (Allegretto con moto) en fa majeur.

En épigraphe : « Pourquoi me dire que j'étais charmante, si je ne devais pas être aimée ? Mme de Staël[13] ». Dédié à Madame Hallé.
  - IV. Lied (Allegretto con moto) en fa majeur.

En épigraphe : « La gaieté chante dans mon Cœur. Hugo[14]. ». Dédié à L. Rakemann.
  - V. Agitato (Molto Vivace) en ré mineur.

En épigraphe : « Va-t-en ! Laisse ma main ! Mme Desbordes-Valmore[15] » Dédié à Madlle Moscheles.
  - VI. Abschied (Con moto) en ré majeur.

En épigraphe : « Es treibt Dich fort von Ort zu Ort. / Du weisst nicht mal warum, / Im Winde klingt ein sanftes Wort, / Schau’st Dich verwundert um. Heine[16] ». Dédié à Monsieur C. Hallé.
  - VII. Reverie (Quasi Allegretto) en si bémol majeur

En épigraphe : « Moi, je rêve ! écoutant ce cyprès soupirer / Autour des croix d’ébène / Et murmurer le fleuve et la cloche pleurer / Dans un coin de la plaine. Hugo[17] ». Dédié à Monsieur Moscheles.
  - VIII. Un caprice (Allegro assai) en fa mineur.

En épigraphe : « Tu fuis, puis tu reviens, / puis tu t’en-vas encore. Hugo[18] ». Dédié à Madlle Smith.
  - IX. Inquiétude (Adagio) en la majeur.

En épigraphe : « Qu’est-ce donc qui me trouble ? / Et qu'est-ce que j’attends ? [...] Oh ! Quel est donc l'objet de mes vagues désirs / Je l'ignore, et je cherche avec inquiétude. Desbordes-Valmore[19] ». Dédié à Madlle Raupp.
  - X. Prière pendant l'orage (Allegro non troppo) en la majeur.
  - XI. Intermezzo (Allegro poco agitato) en si bémol mineur.

En épigraphe : « Elle parlait charmante et fière, et tendre encor. Hugo[20] ». Dédié à Madlle Moscheles.
  - XII. Thème original (Allegretto) - Variation (Moderato - Presto capriccioso - Presto)
- Marche et Romance, Fantaisie brillante sur « Otello » de Rossini pour violon et orchestre, opus 11 (1837–38, pub. 1839)
- Concertino en ré majeur, opus 12 (pub. 1839 Brunswick)
- Deux Morceaux de salon, opus 13 (1841–42) Dédiés à Adolphe Schönstein et Sigmund Hoffman de Hofmansthal.

1. I. Adagio sentimental
2. II. Rondino

- Deux Romances sans paroles pour violon et piano, opus 15 (1841) Dédié à Auguste Franchomme.

1. I. Allegretto molto cantabile
2. II. Agitato ma non allegro (sol mineur)

- Boléro pour violon et orchestre (Allegretto), opus 16 (pub. 1843)
- Polonaise en ré majeur, pour violon et orchestre, opus 17 (pub. 1842)
- Le carnaval de Venise, Variations burlesques sur la canzonetta « Cara mia mamma » en la majeur pour violon et orchestre, opus 18 (pub. 1844)
- Variations de bravoure sur l'air national hollandais, opus 18 (sic) (pub. c.1842)
- Introduction, Caprice et Finale sur « Il pirata » de Bellini pour violon et orchestre, opus 19 (pub. 1845)
- Rondo Papageno en mi bémol majeur, opus 20 (1843–44, pub. 1846) Parfois comme connu opus 21.
- Grand Duo Concert sur Dom Sébastien pour violon et piano, opus 21
- Airs hongrois variés (Ungarische Weisen) en la majeur, opus 22 (1845–46, pub. c.1850) Dédié à Franz Liszt[21].

1. Introduction (Molto moderato)
2. Thema I
3. Variazione (Molto moderato - Più mosso)
4. Thema II (Andante con molt’espressione - Cadenza)
5. Thema III (Allegretto moderato, con molto spirito)

- Concerto pour violon fa dièse mineur « Pathétique », opus 23 (pub. 1850 Leipzig) Dédié à Ferdinand David.
L'œuvre est en un seul mouvement et a inspiré la genèse de la Sonate en si mineur de Franz Liszt, qui rendait volontiers hommage à Ernst.
- Fantaisie brillante sur le Prophète de Meyerbeer pour violon et orchestre, opus 24 (pub. 1851)
- Trois Morceaux de salon, opus 25 (1850) Dédié à Bernhard Molique.

1. I. Allegretto con moto
2. II. Notturno (mi majeur)
3. III.

- Nocturne en la bémol majeur, pour violon et piano (1863–64, pub. 1864 Paris, Richault) Dédié à Arabella Goddard.

### Cadences
- Pour le concerto de violon de Beethoven
- Pour un concerto de Spohr

### Vocale
- Die Schöneste Sprache pour soprano et piano
- Glücklicher Wahn pour voix et piano

### Discographie
Avec piano
- Ernst, Musique pour violon, op. 10, 11, 26 - Ilya Gringolts (violon), Ashley Wass (piano) (novembre 2006 - Hypérion CDA67619)
- Musique pour violon et piano vol. 1, op. 8, 9, 13, 16, 20, 23 & 24 - Sherban Lupu (violon) et Ian Hobson (piano) (avril 2010 - Toccata classics TOCC0118)
- Musique pour violon et piano vol. 2, Souvenir du Pré aux Clercs, 6 premières Pensées Fugitives et op. 4, 11 & 15 - Sherban Lupu (violon) et Ian Hobson (piano) (octobre 2010 - Toccata classics TOCC0138)
- Musique pour violon et piano vol. 3, - Sherban Lupu (violon) et Ian Hobson (piano) (2011 - Toccata classics TOCC0163) Ces trois disques comportent de nombreuses premières au disque.

Avec orchestre
- Concertino en ré majeur, op. 12, Concerto "Pathétique", op. 23 et op. 10, 11 & 20 - Ilya Grubert (violon) Orchestre Philharmonique de Russie, Dir. Dmitri Yablonski (décembre 2004, mai 2005 - Naxos 8557565)